# 50 kilomètres marche aux championnats du monde d'athlétisme 1995
Navigation
Stuttgart 1993 Athènes 1997
L'épreuve du 50 kilomètres marche masculin des championnats du monde d'athlétisme 1995 s'est déroulée le 10 août 1995 dans les rues de Göteborg en Suède, avec une arrivée à l'Ullevi Stadion. Elle est remportée par le Finlandais Valentin Kononen.

## Résultats
| Rang               | Athlète                | Pays             | Temps           |
| ------------------ | ---------------------- | ---------------- | --------------- |
| Médaille d'or      | Valentin Kononen       | Finlande         | 3 h 43 min 42 s |
| Médaille d'argent  | Giovanni Perricelli    | Italie           | 3 h 45 min 11 s |
| Médaille de bronze | Robert Korzeniowski    | Pologne          | 3 h 45 min 57 s |
| 4.                 | Miguel Rodríguez       | Mexique          | 3 h 46 min 34 s |
| 5.                 | Jesús Ángel García     | Espagne          | 3 h 48 min 05 s |
| 6.                 | Aleksandar Raković     | Yougoslavie      | 3 h 49 min 35 s |
| 7.                 | Arturo Di Mezza        | Italie           | 3 h 49 min 46 s |
| 8.                 | René Piller            | France           | 3 h 49 min 47 s |
| 9.                 | Sergey Korepanov       | Kazakhstan       | 3 h 51 min 55 s |
| 10.                | Nikolay Matyukhin      | Russie           | 3 h 53 min 25 s |
| 11.                | Štefan Malík           | Slovaquie        | 3 h 54 min 23 s |
| 12.                | Carlos Mercenario      | Mexique          | 3 h 55 min 24 s |
| 13.                | Axel Noack             | Allemagne        | 3 h 55 min 51 s |
| 14.                | Tim Berrett            | Canada           | 3 h 57 min 13 s |
| 15.                | Aleksey Voyevodin      | Russie           | 3 h 59 min 23 s |
| 16.                | Jaime Barroso          | Espagne          | 4 h 01 min 23 s |
| 17.                | Pavol Blažek           | Slovaquie        | 4 h 03 min 45 s |
| 18.                | Henrik Kjellgren       | Suède            | 4 h 04 min 38 s |
| 19.                | Miloš Holuša           | Tchéquie         | 4 h 04 min 59 s |
| 20.                | Fumio Imamura          | Japon            | 4 h 06 min 08 s |
| 21.                | José Magalhaes         | Portugal         | 4 h 09 min 38 s |
| 22.                | Craig Barrett          | Nouvelle-Zélande | 4 h 10 min 26 s |
| 23.                | Andres Marín           | Espagne          | 4 h 12 min 01 s |
| 24.                | Jean-Claude Corre      | France           | 4 h 12 min 38 s |
| 25.                | Eloy Quispe            | Bolivie          | 4 h 16 min 21 s |
| 26.                | Michael Harvey         | Australie        | 4 h 16 min 41 s |
| —                  | Sándor Urbanik         | Hongrie          | DNF             |
| —                  | Allen James            | États-Unis       | DNF             |
| —                  | Germán Sánchez         | Mexique          | DNF             |
| —                  | Valeriy Spitsyn        | Russie           | DNF             |
| —                  | Thierry Toutain        | France           | DNF             |
| —                  | Costică Bălan          | Roumanie         | DNF             |
| —                  | Hubert Sonnek          | Tchéquie         | DNF             |
| —                  | Zhao Yongsheng         | Chine            | DNF             |
| —                  | Giovanni De Benedictis | Italie           | DQ              |
| —                  | Ronald Weigel          | Allemagne        | DQ              |
| —                  | Peter Malik            | Slovaquie        | DQ              |
| —                  | Viktor Ginko           | Biélorussie      | DQ              |
| —                  | Vitaliy Popovich       | Ukraine          | DQ              |
| —                  | Les Morton             | Royaume-Uni      | DQ              |
| —                  | Zoltán Czukor          | Hongrie          | DQ              |

## Légende
Records et Performances
- AR : Record continental (area record)
- CR : Record des championnats (championship record)
- MR : Record du meeting (meet record)
- NR : Record national (national record)
- OR : Record olympique (olympic record)
- PR : Record paralympique (paralympic record)
- PB : Record personnel (personal best)
- SB : Meilleure performance personnelle de la saison (season's best)
- WL : Meilleure performance mondiale de l'année (world leader)
- WJR : Record du monde junior (world junior record)
- WR : Record du monde (world record)

Circonstances et Conditions
- DNF : N'a pas terminé (did not finish)
- DNS : N'a pas pris le départ (did not start)
- DQ : Disqualification (disqualification)
- NM : Aucun essai valable enregistré (No Mark)
- Q : Qualifié « directement » au prochain tour (ou à la prochaine compétition), lors d'une compétition majeure, grâce au classement ou à la réalisation des minima (automatic qualifier)
- q : Qualifié au prochain tour (ou à la prochaine compétition), lors d'une compétition majeure, grâce au repêchage ou à la réalisation de l'une des meilleures performances parmi celles des « non qualifiés directement » (grâce au meilleur temps ou à la meilleure distance par exemple) (secondary qualifier)